# When Love Fails
When Love Fails è il secondo singolo estratto dal primo e omonimo album dei Fair Warning.

## Formazione
- Tommy Heart (voce)
- Andy Malecek (chitarra)
- Helge Engelke (chitarra)
- Ule Ritgen (basso)
- C.C.Behrens (batteria)

## Tracce
1. When Love Fails
2. Longing for Love
3. Hang On
4. Long Gone (Album)